# Kjeld Koplev
Kjeld Koplev (født 7. februar 1939 i Aarhus, død 6. april 2025) var en dansk radiojournalist, kulturredaktør og teaterchef, der bl.a. er kendt fra radioprogrammet Koplevs krydsfelt på DR P1.
Koplev blev født i en jødisk familie, gik i jødisk skole, men meldte sig som 18-årig ud af Mosaisk Trossamfund. Han blev to år senere udlært kok, udlært på Ingeniørhusets restaurant 1959. Kjeld Koplev begyndte at læse Bibelen og bøger af den tyske teolog Dorothee Sölle. Senere blev han præget i kommunistisk retning og meldte sig ind i DKP. Han var journalist på Land og Folk, sad i redaktionen af det mediekritiske blad Pres og skrev jævnligt til Politisk Revy.
1972 efterfulgte han Arne Skovhus som direktør for Fiolteatret og blev i denne stilling i to år.
Dernæst blev han ansat i DR på P1. Han blev fast leder af radioprogrammet Kvart i Fem. Koplev kom med i redaktionen af DRs Ugerevy i Kultur- og Samfundsafdelingen 1980, sammen med Egon Clausen, Lars Persson, Leif Davidsen og Kirsten Jacobsen.
1982 vandt han Borgens børnebogskonkurrence med romanen Stenørkenen (i samarbejde med hustruen Marianne Koester). Det blev begyndelsen på et forfatterskab, der resulterede i 16 børnebøger, også skrevet sammen med Koester.
Koplev modtog P1-prisen (Brossels Legat) 1994 og Publicistklubbens Jubilæumspris for Koplevs krydsfelt 2001.
I 2001 udgav han erindringsbogen Den kejtede kommunist. Erindringsglimt 1962-65 (Forlaget Forum, ISBN 87-553-3181-5) og i 2006 Journalist på trods – fra knap 40 turbulente år i Danmarks Radio (DR, ISBN 978-87-7680-213-4).
I 2008 modtog han den kristne dåb i Folkekirken og tog dermed endegyldigt afsked med jødedommen.[kilde mangler]
I 2010 medvirkende Koplev i Jacob Rosenkrands' program Jagten på de røde lejesvende. Stemningen mellem parterne blev imidlertid så dårlig, at interviewet måtte afbrydes.[kilde mangler]